# Пам'ятки археології місцевого значення Чернівців
| Місце розташування                                                        | Світлина | Найменування пам'ятки, датування                                    | Номер і дата документа про взяття на облік           | Охоронний номер |
| ------------------------------------------------------------------------- | -------- | ------------------------------------------------------------------- | ---------------------------------------------------- | --------------- |
| Чернівці, Роша                                                            |          | Городище, ІХ ст. н.е.                                               |                                                      |                 |
| Чернівці, Садгора                                                         |          | Курган, ранньозалізна доба                                          | Рішення Чернівецького облвиконкому від 14.11.1973 р. | № 483           |
| Хотинська вулиця, край лісу поруч з кар'єром                              |          | Городище — святилище, Х—ХІ ст.                                      | Рішення Чернівецького облвиконкому від 09.12.1987 р. | № 204           |
| Середмістя Цецино, урочище Москалів горб                                  |          | Городище Трипільської культури                                      | Рішення Чернівецького облвиконкому від 24.10.1969 р. | № 432           |
| Гора Цецино на західній околиці міста (територія телевізійної вишки)      |          | Городище Цецино, ХІ—ХІІІ ст.; а також Цецинська фортеця, XIV—XV ст. | Рішення Чернівецького облвиконкому від 17.10.1980 р. | № 431           |
| Середмістя Нова Жучка в кінці Сибірської вулиці, урочище Червона Глина    |          | Городище ранньозалізної доби                                        | Рішення Чернівецького облвиконкому від 24.10.1969 р. | № 432           |
| Петрівецька вулиця, при виході на поле                                    |          | Городище ранньозалізної доби                                        | Рішення Чернівецького облвиконкому від 14.11.1973 р. | № 483           |
| Кінець Сибірської вулиці, в лісі, на протилежній горі, 28 лісовий квартал |          | Курган, ранньозалізна доба                                          | Рішення Чернівецького облвиконкому від 14.11.1973 р. | № 483           |